# Catherine Repond
Catherine Repond, talvolta soprannominata La Catillon (Villarvolard, 18 agosto 1663 – Friburgo, 15 settembre 1731), fu una delle ultime donne ad essere giustiziate per stregoneria in Svizzera.

## Biografia
A quanto riportano le scarse cronache dell'epoca, Repond si manteneva insieme alle due sorelle vivendo di elemosina e di qualche occasionale lavoretto di filatura della lana a Berna, nella zona protestante, malvista dai cattolici svizzeri.
Una notte di pioggia, Repond bussò alla porta di una casa di Villargiroud, un paesino sul versante occidentale del monte Gibloux, chiedendo ospitalità per la notte e un pezzo di pane. Venne accolta nella stalla e si addormentò sulla paglia. Secondo il suo racconto, degli sconosciuti nella notte le rubarono le poche cose che aveva e le tagliarono le dita dei piedi. In quelle condizioni riuscì ad arrivare fino Orsonnens, dove mostrò le ferite che le erano state provocate.
Quando iniziò a circolare questa voce, l'ufficiale giudiziario Beat-Nicolas von Montenach aprì un'indagine per verificare quanto fossero vere le dichiarazioni della donna, ricordandosi di un episodio accaduto tempo prima: durante una battuta di caccia egli aveva sparato a una volpe ferendola ad una gamba. La volpe però, nonostante fosse stata cercata a lungo nella zona, non fu mai ritrovata. Le conclusioni di Montenach furono che Catillon doveva essere in grado di trasformarsi in una volpe e di assumere sembianze umane. Il 20 maggio Repond venne rinchiusa nella prigione del castello di Corbières in attesa del processo. La voce popolare contro la vecchia donna, già in odore di stregoneria, corse veloce, e numerose furono le persone che si presentarono da Montenach accusando Repond di non andare a messa, di far andare a male il formaggio, di usare maledizioni per far ammalare il bestiame.

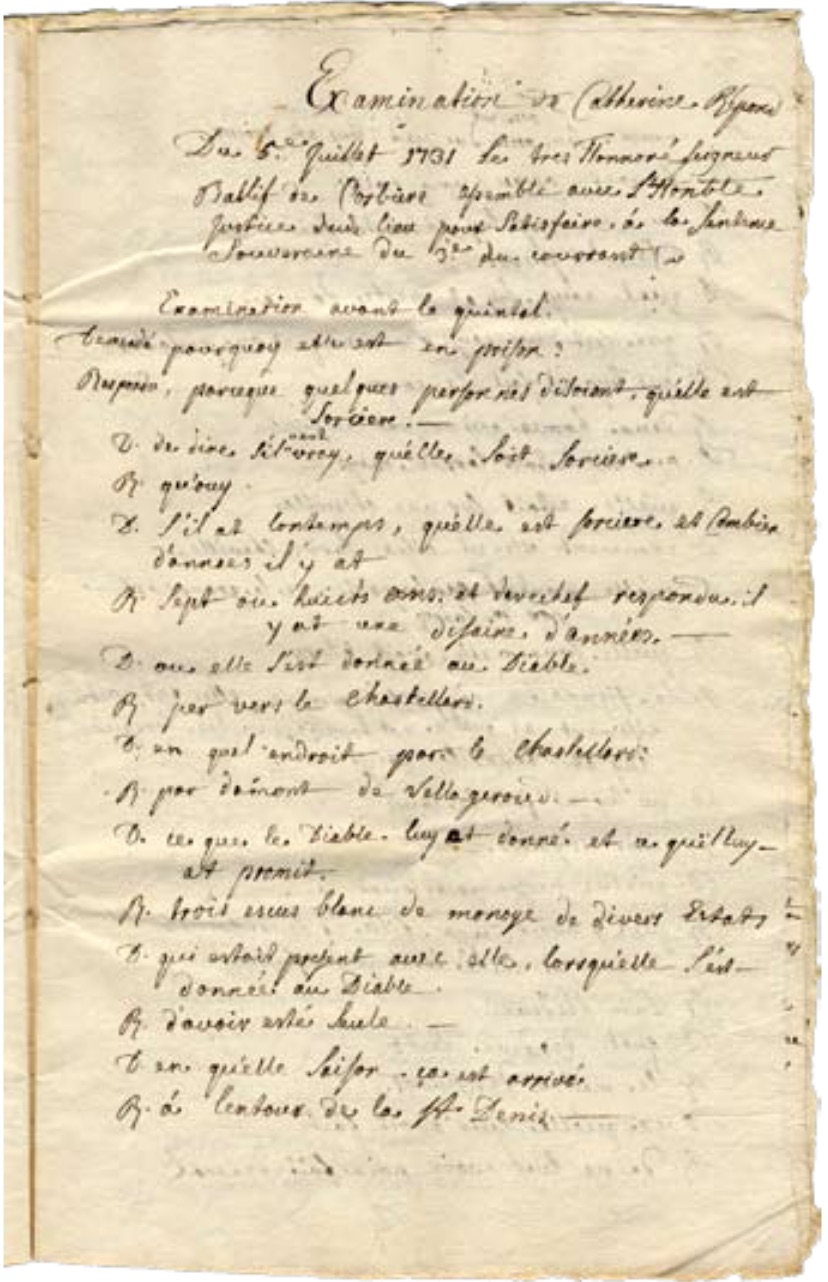
6º interrogatorio di Catillon a Corbières, 5 luglio 1731

Repond negò qualsiasi addebito, tantomeno quello relativo alla stregoneria. Montenach non interrogò nessuno degli altri testimoni ma si accanì sulla donna, torturandola. Pur subendo il tratto di corda con dei pesi ai piedi, lei continuò a negare, finché, con un quintale appeso ai piedi, cedette e "confessò" tutto ciò che Montenach volle che dicesse: di essere una strega.
Fu condannata a morte e trasferita a Friburgo, dove fu nuovamente torturata e confermò tutto. Il 15 settembre 1731 fu condannata al rogo nella pubblica piazza, ma le fu concesso di essere prima strangolata.

## Riabilitazione
Lo storico Nicolas Morard studiò questa vicenda nel 1967. Oltre a rilevare elementi imbarazzanti su Montenach e sull'inchiesta da lui condotta, risulta che il rogo fosse stato abolito così come l'accusa di stregoneria. Gli unici testimoni dei fatti, cioè coloro che la ospitarono quella notte, non furono mai ascoltati né posti in confronto con l'accusata. L'ipotesi - anche se impossibile da verificare - è che nel suo girovagare tra Friburgo e Berna fosse venuta a conoscenza di intrighi, amorazzi ed imbrogli e che potesse mettere in imbarazzo qualcuno tra cui lo stesso Montenach. Anche il giornale Blick avanza l'ipotesi che Repond potesse sapere troppo delle macchinazioni di personalità importanti, ad esempio sulla contraffazione, ed essere perciò un pericolo per le autorità locali.
Nel 2009, una mozione del Parlamento di Friburgo, chiese la riabilitazione di Catherine Repond. Dopo quella dell'anno precedente ad Anna Göldi, giustiziata a Glarona nel 1782 per presunta stregoneria, anche il governo cantonale di Friburgo vorrebbe riabilitare tutti coloro che "confessarono" sotto tortura. La richiesta fu respinta dal Parlamento cantonale l'8 maggio 2009 poiché la riabilitazione in senso giuridico non era possibile in quanto lo Stato attuale non ha alcuna responsabilità per i crimini commessi dal vecchio regime. Nel 2010, Friburgo ha deciso di intitolare una piazza a Catherine Repond.